# Бердичевский концентрационный лагерь
Бердичевский концентрационный лагерь — концентрационный лагерь для советских военнопленных, созданный в июле 1941 года оккупационными властями нацистской Германии в Бердичеве на территории военного городка на Эллинге, Лысой (Красной) горе и на территории сахарного завода.

## Жизнь в лагере
В лагерь для военнопленных на территории военного городка на Эллинге согнали 48 тысяч человек. Военнопленные находились в ужасных условиях под открытым небом. В день им выдавали 100 грамм проса и полтора литра воды или баланды. При этом их каждый день выгоняли на работы в город и села Никоновку и Старый Солотвин. Тех, кто не мог работать, уничтожали. Некоторым военнопленным удавалось бежать, их скрывали местные жители, а со временем они присоединились к партизанским отрядам.

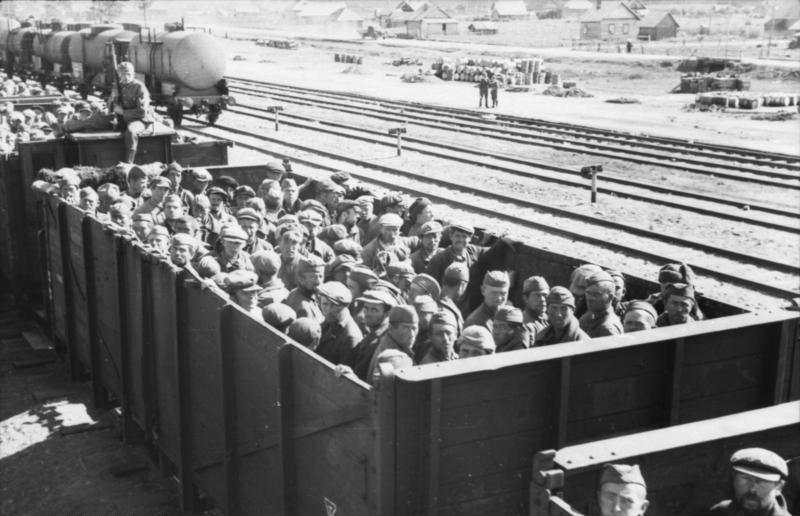
Перевозка советских военнопленных немцами 1941 год.

В Бердичеве размещался распределительный концентрационный лагерь № 112 для советских военнопленных. В сентябре 1941 года в Бердичеве размещался Дулаг (пересыльный (этапный) лагерь для военнопленных) № 205.
В январе 1942 года отделение Шталага (стационарный лагерь военнопленных рядового и сержантского состава) № 358 из Житомира.

После того как мы были взяты в плен нас группами стали отправлять в немецкий тыл — 29.5.42 г. я в составе группы военнопленных в количестве 137 человек был направлен в гор. Павлоград. По прибытии в Павлоград стали садить в вагоны для отправки дальше. Павлограде к моему приходу уже было до 40 тысяч пленных красноармейцев. Из гор. Павлограда нас привезли в гор. Бердичев, где находились всего лишь 8 дней. Размещались в лагерях военнопленных и здесь производилась рассортировка по должностям — средний, старший и высший командный состав, затем по национальностям — русских, украинцев, евреев и прочих.
Евреев же сразу отбирали, отводили в сторону и расстреливали. Во время моего пребывания в лагерях города Бердичева расстреляли 73 еврея.
9.6.42 г. из Бердичевских лагерей пленных отправили в Польшу гор. Сельцы, в том числе был отправлен и я.

В Бердичеве располагался исправительно-трудовой лагерь (первое упоминание с октября 1942 г., последнее- 24 декабря 1942 г.)

Перевод с немецкого; Житомир. 27 декабря 1942 года; ДОНЕСЕНИЕ
При инспектировании 23 декабря 1942 года Бердичевского отделения и подчинённого ему воспитательно-трудового лагеря СС-гауптштурмфюрер КАЛЛЬБАХ установил, что в лагере, приблизительно с конца октября, находится довольно большое число расконвоированных военнопленных, нетрудоспособных вследствие полученных ими на войне ранений. Поскольку из следствия по делам о партизанах известно, что партизанские отряды в первую очередь стремятся к насильственному освобождению военнопленных и далее, — поскольку содержание пленных в вышеназванном воспитательно-трудовом лагере не столь безопасно как в стационарном лагере, существовала опасность, что партизаны, во время своей более активной деятельности в рождественские праздники, попытаются освободить этих военнопленных. Кроме того, благодаря своей нетрудоспособности, военнопленные представляли также значительный балласт для лагеря. Исходя из этого, СС-гауптштурмфюрер КАЛЛЬБАХ распорядился, чтобы 24 декабря была произведена экзекуция бывших военнопленных. Ни здесь в управлении, ни в отделении нельзя было установить, по каким именно причинам прежний командир принял этих калек-пленных и отослал их в воспитательно-трудовой лагерь. В данном случае не было никаких данных относительно коммунистической деятельности этих пленных за все время существования советской власти. По-видимому, военные власти предоставили в своё время этих военнопленных в распоряжение здешнего отделения для того, чтобы подвергнуть их особо-режимному обращению, ибо они, вследствие своего физического состояния, не могли быть использованы ни на какой работе.

В июне 1943 года в Бердичев перевели 10,1 тысяч узников Дарницкого концлагеря, Шталаг № 339 (С 01.06.43- 1,6 тысяч человек, 01.08.43- 341 человек).
Также в Бердичеве располагались гетто, тюрьма Гестапо (в августе 1943 г. удерживалось 500 женщин; 100 евреев, расстрелянных перед наступлением Красной Армии; 50 человек других арестованных).
Резиденции начальника по делам военнопленных в рейхскомиссариате «Украина» располагались в Бердичеве и Ровно (С июля 1941 по 22 ноября 1942 генерал-майор (с января 1942 генерал-лейтенант) Йозеф Файхтмаер (Josef Feichtmeier), а с 23 ноября 1942 по 15 декабря 1943 - генерал-майор (1 января 1943 г. - генерал-лейтенант) Курт Вольф (Kurt Wolff)).